# クリスチャン・ボルトン

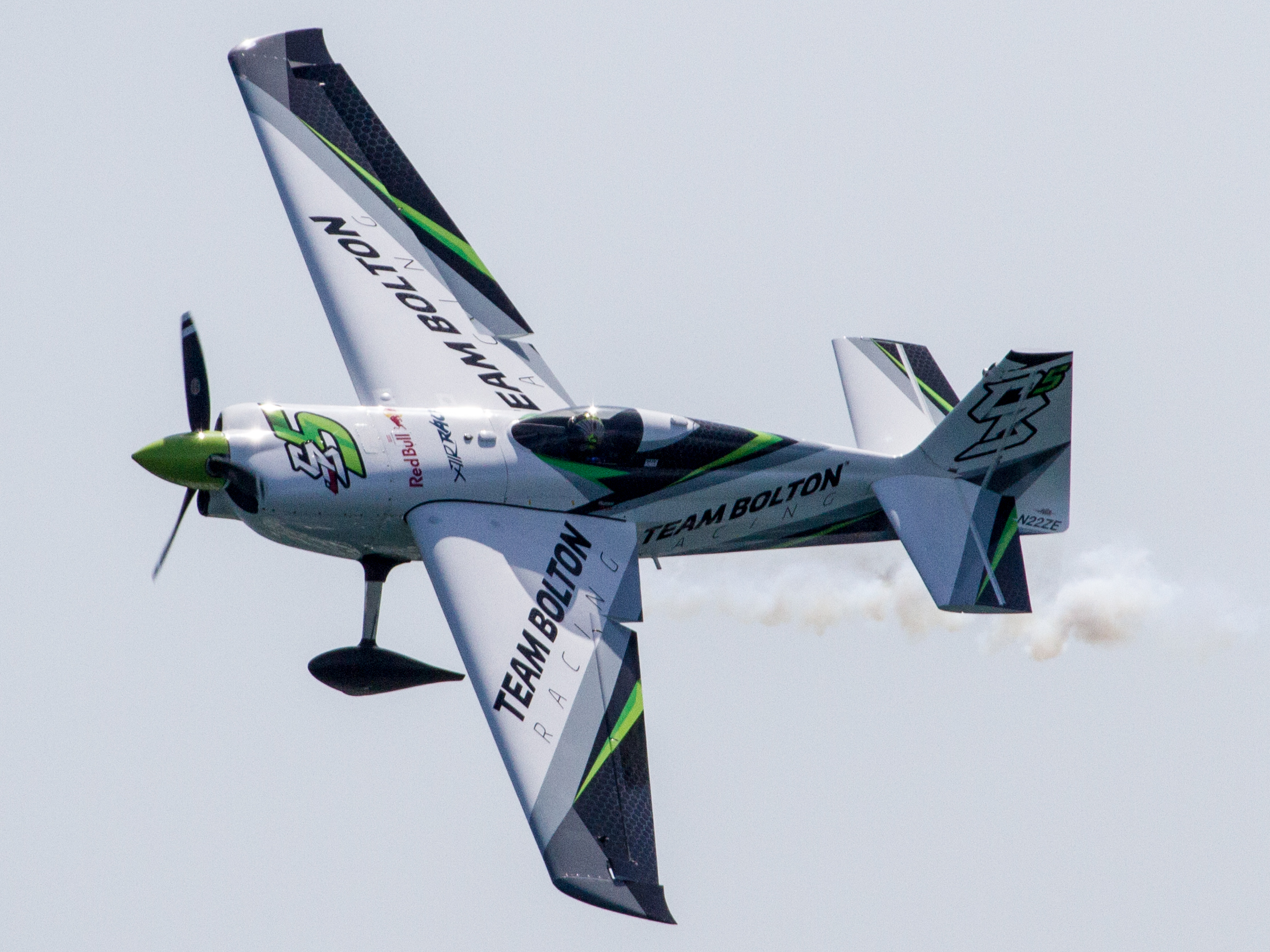
2017年レッドブル・エアレース・ワールドシリーズ 千葉 クリスチャン・ボルトン(チリ)の機体

クリスチャン・ボルトン（Cristian Bolton、1973年10月10日 - ）は、ラテンアメリカを代表するパイロット。チリ軍の戦闘機パイロットで、レッドブルエアレースでは、飛行機の競技者とインストラクターである。

## 経歴
父親もチリ空軍のパイロットで、幼い頃からパイロットになることを夢見ていた。18歳の時に軍に入隊し、数年後にはエリート戦闘機パイロットとしてトップガン・アワードを獲得、チリ空軍アカデミー及びタクティカル・ファイター・スクールのチーフ・インストラクターとなった。より高みを目指してエアロバティック・チームのメンバーとなるため、20年以上の軍属パイロットのキャリアを終えた。
チリとアメリカで曲技飛行を教えるインストラクターの資格を有している。
レッドブル・エアレースを初開催の2003年から追いかけ、2014年に念願かなってチャレンジャークラスに挑戦する機会を得た。3度目のレースで2位となり、翌2015年シーズン開幕戦で初優勝、どちらもラテンアメリカ出身パイロットとして初めての功績となった。2016年シーズンはマスタークラスの予備パイロットに登録され、ハンネス・アルヒの死去に伴い第7戦からマスタークラスに昇格した。
レッドブル・エアレースでは「Cristian Bolton Racing」として活動していた。使用していた機体「N22ZE」（ジブコ エッジ540V2）は以前フアン・ベラルデが使用していた機体である。2018年シーズンから機体塗装を変更し、主に尾翼や機体横に小さな三角形を流線形に配置したデザインを取り入れた。

## 戦績

### レッドブルエアレース

#### チャレンジャークラス
| 開催年 | 1      | 2      | 3      | 4   | 5   | 6      | 7      | 8 | ポイント | 勝利数 | 最終順位 |
| ------ | ------ | ------ | ------ | --- | --- | ------ | ------ | - | -------- | ------ | -------- |
| 2014年 | 不参加 | 不参加 | 不参加 | 6位 | 6位 | 2位    | 不参加 |   | 8        | 0      | 10位     |
| 2015年 | 1位    | 3位    | 3位    | 5位 | 2位 | 不参加 | 4位    |   | 24       | 1      | 4位      |
| 2016年 | 不参加 | 4位    | 1位    | 6位 | 3位 | 不参加 |        |   | 20       | 1      | 5位      |

#### マスタークラス
| 金色 | 銀色 | 銅色 | ポイント圏内完走                              | ポイント圏外完走                              |
| 1位  | 2位  | 3位  | 4-10位（2016年 - 2018年） 4-13位（2019年 - ） | 11位以下（2016年 - 2018年） 14位（2019年 - ） |

| 開催年 | 1     | 2     | 3     | 4     | 5     | 6     | 7     | 8     | ポイント | 勝利数 | 最終順位 |
| ------ | ----- | ----- | ----- | ----- | ----- | ----- | ----- | ----- | -------- | ------ | -------- |
| 2016年 |       |       |       |       |       |       | 13位0 | 中止  | 0        | 0      | 15位     |
| 2017年 | 7位4  | 11位0 | 14位0 | 11位0 | 8位3  | 12位0 | 11位0 | 9位2  | 9        | 0      | 14位     |
| 2018年 | 12位0 | 13位0 | 10位1 | 6位5  | 14位0 | 14位0 | 5位6  | 14位0 | 12       | 0      | 14位     |
| 2019年 | 14位0 | 6位13 | 8位11 | 11位3 |       |       |       |       | 27       | 0      | 12位     |

備考: * CAN: 中止 * DNP: 不参加 * DNF: 途中棄権 * DSQ: 失格